# فرانك بيتر إزرائيل
فرانك بيتر إزرائيل (بالهولندية: Frank Pieter Israel)‏ هو عالم فلك هولندي، ولد في 31 ديسمبر 1946 في دلفت في هولندا.